# Medalha Maurice Ewing
A Medalha Maurice Ewing é uma recompensa científica concedida pela União Geofísica Americana e patrocinada pela Marinha dos Estados Unidos. É concedida anualmente aos geocientistas que fazem contribuições originais e significativas à compreensão dos processos físicos, geofísicos e geológicos no oceano; àqueles que avançam a engenharia, a tecnologia e a instrumentação oceanográfica; e àqueles que executam um serviço relevante às ciências marinhas.
A medalha foi instituída em 1974 em homenagem ao oceanógrafo estadunidense William Maurice Ewing, por suas contribuições à exploração do fundo do mar, e esta medalha reconhece os pesquisadores que fazem o mesmo.

## Laureados[1]
- 1976 - Walter Munk
- 1977 - Henry Stommel
- 1978 - Edward Crisp Bullard
- 1979 - Wallace Smith Broecker
- 1980 - John Tuzo Wilson
- 1981 - Manik Talwani
- 1982 - John I. Ewing
- 1983 - Fred Noel Spiess
- 1984 - Xavier Le Pichon
- 1985 - Kenneth O. Emery
- 1986 - John Imbrie
- 1987 - William Jason Morgan
- 1988 - Wolfgang H. Berger
- 1989 - Klaus Wyrtki
- 1990 - Carl I. Wunsch
- 1991 - Charles Keeling
- 1992 - Charles S. Co
- 1993 - Kirk Bryan
- 1994 - John A. Orcutt
- 1995 - Jean-Guy Schilling
- 1996 - Walter C. Pitman III
- 1997 - Karl Karekin Turekian
- 1998 - Richard P. Von Herzen
- 1999 - Arnold L. Gordon
- 2000 - Joseph L. Reid
- 2001 - Richard G. Fairbanks
- 2002 - Nicholas Shackleton
- 2003 - Gerard C. Bond
- 2004 - Bruce A. Warren
- 2005 - Francois M. M. Morel
- 2006 - G. Michael Purdy
- 2007 - Marcia McNutt
- 2008 - Miriam Kastner
- 2009 - Thomas Rossby
- 2010 - William J. Jenkins
- 2011 - Joseph Pedlosky
- 2012 - Ellen Thomas
- 2013 - Mark Cane
- 2014 - John Andrews Whitehead
- 2015 - Russ E. Davis
- 2016 - Peter George Brewer